# Kirwin
Kirwin es una ciudad ubicada en el condado de Phillips en el estado estadounidense de Kansas. En el año 2010 tenía una población de 171 habitantes y una densidad poblacional de 68,4 personas por km².

## Geografía
Kirwin se encuentra ubicada en las coordenadas 39°40′19″N 99°7′19″O / 39.67194, -99.12194 (39.672052, -99.121931).

## Demografía
Según la Oficina del Censo en 2000 los ingresos medios por hogar en la localidad eran de $26,563 y los ingresos medios por familia eran $35,625. Los hombres tenían unos ingresos medios de $34,167 frente a los $16,875 para las mujeres. La renta per cápita para la localidad era de $15,744. Alrededor del 12.3% de la población estaban por debajo del umbral de pobreza.